# Athanas transitans
Athanas transitans is een garnalensoort uit de familie van de Alpheidae.